# 24. септембар
24. септембар (24.9.) је 267. дан у години по грегоријанском календару (268. у преступној години). До краја године има још 98 дана.

## Догађаји
- 622 — Мухамед и његови следбеници су окончали своју хиџру од Меке до Медине како би избегли верски прогон.
- 1706 — Шведска и Саксонија склопиле мир у Алтрантштату којим се Шведска одрекла пољске круне и признала пољског краља Станислава Лешћињског.
- 1841 — Султан од Брунеја је предао Саравак британском авантуристи Џејмсу Бруку.
- 1852 — Француски инжењер Анри Жифар извео први лет дирижаблом на парни погон и прелетео 27 km од Париза до Трапа.
- 1863 — У Београду је основана Велика школа која је имала филозофски, правни и технички факултет.
- 1868 — У Суботици основана Градска музичка школа, прва музичка школа на подручју данашње Србије.
- 1877 — Јапанска царска војска је поразила Саига Такаморија и самураје клана Сацума у бици код Широјаме, пресудној бици побуне Сацума.
- 1915 — Француска и Велика Британија у Првом светском рату отвориле Солунски фронт на који су упућене снаге са фронта у Галипољу.
- 1941 — 
  - Владе 15 земаља, међу којима и Влада Краљевине Југославије у избеглиштву, потписале на конференцији у Лондону Атлантску повељу. Повељу у осам тачака 14. августа прокламовали председник САД Рузвелт и британски премијер Черчил као политички програм савезника у борби против Сила осовине у Другом светском рату. Тај документ касније послужио као основа Повеље Уједињених нација.
  - Партизани у Другом светском рату заузели Ужице, потом седиште Ужичке републике и Врховног штаба Народноослободилачког покрета Југославије до 30. новембра 1941, када су га поново заузели Немци.
- 1960 — У Њупорту поринут „Ентерпрајз“, први амерички носач авиона на атомски погон.
- 1971 — Велика Британија протерала 90 совјетских дипломата због наводне шпијунске делатности.
- 1986 — Београдски лист „Вечерње новости“ објавио Меморандум Српске академије наука и уметности, који је потом добио медијски третман српског националног програма и изазвао жестоке критике у Србији и другим републикама бивше Југославије, нарочито у Хрватској.
- 1988 — На Олимпијским играма у Сеулу канадски спринтер Бен Џонсон поставио светски рекорд у трци на 100 метара, 9,79 секунди. Шест дана касније утврђено да је био под утицајем допинга, резултат поништен, а Џонсону одузета златна медаља.
- 1990 — Завршава се шаховски турнир у Тилбургу, Холандија. Побеђују Василиј Иванчук и Гата Камски.
- 1990 —
  - Председник Западне Немачке Рихард фон Вајцзекер потписао споразум којим ће 3. октобра 1990. две немачке државе поново бити уједињене.
  - Источна Немачка формално напустила Варшавски пакт.
- 1993 — Краљ Нородом Сиханук поново преузео камбоџански престо и потписао нов Устав према коме је Камбоџа постала уставна монархија. 1970. Сиханук оборен са власти у државном удару десничара Лон Нола, а Камбоџа проглашена републиком.
- 1996 — САД, Русија, Кина, Уједињено Краљевство и Француска потписале документ о забрани нуклеарних проба.
- 1998 — Дан после позива УН југословенској влади и косовским Албанцима да прекину сукобе и насиље на Косову Савет НАТО одобрио издавање Акта упозорења за ограничену акцију из ваздуха и за „фазне ваздушне операције“ на Косову.
- 2000 —
  - Владимиро Монтесинос, шеф тајне службе за безбедност перуанског председника Алберта Фуџиморија, напустио Перу у јеку политичке кризе која је водила новим изборим и затражио политички азил у Панами.
  - Победом удружене опозиције на изборима у Србији и Југославији завршена владавина Слободана Милошевића. Не желећи да прихвати пораз, дотада владајућа Социјалистичка партија Србије и њен лидер Милошевић изазвали постизборну кризу која је окончана 5. октобра после масовних протеста широм Србије, а нов председник Југославије постао Војислав Коштуница, лидер Демократске странке Србије и председнички кандидат ДОС.
- 2001 — Председник САД Џорџ Буш наредио америчким финансијским институцијама да замрзну рачуне 27 група и појединаца за које се сумња да помажу терористе.

## Рођења
- 1583 — Албрехт Валенштајн, бохемски војсковођа и политичар. (прем. 1634)
- 1884 — Мустафа Исмет Инени, турски државник и војсковођа. (прем. 1973)
- 1896 — Френсис Скот Фицџералд, амерички писац. (прем. 1940)
- 1905 — Павле Богатинчевић, српски глумац. (прем. 1994)
- 1911 — Константин Черњенко, руски државник. (прем. 1985)
- 1921 — Зуко Џумхур, путописац, сликар и карикатуриста. (прем. 1989)[1]
- 1940 — Славен Замбата, хрватски фудбалер. (прем. 2020)
- 1943 — Гинтер Принцинг, немачки византолог, историчар и академик, инострани члан састава Српске академије науке и уметности.[2]
- 1944 — Свен Оле Торсен, дански глумац, каскадер и бодибилдер.
- 1949 — Педро Алмодовар, шпански редитељ, сценариста и продуцент.
- 1953 — Радош Бајић, српски глумац, сценариста и редитељ.
- 1954 — Марко Тардели, италијански фудбалер и фудбалски тренер.
- 1962 — Нија Вардалос, канадско-америчка глумица, сценаристкиња и продуценткиња.
- 1979 — Катја Касин, немачка порнографска глумица.
- 1980 — Јон Арне Рисе, норвешки фудбалер.
- 1984 — Боби Браун, амерички кошаркаш.
- 1992 — Џек Сок, амерички тенисер.

## Смрти
- 768 — Пипин Мали, франачки краљ, први монарх из династије Каролинга.
- 1180 — Манојло I Комнин, византијски цар.
- 1227 — Стефан Првовенчани, први српски краљ.
- 1541 — Парацелзус, швајцарски алхемичар, физичар, астролог и окултиста. (рођ. 1493)
- 1834 — Педро IV, португалски краљ.
- 1848 — Бранвел Бронте, енглески књижевник. (рођ. 1817)
- 1914 — Димитрије Т. Леко је био познати српски архитекта и урбаниста.[3]
- 1945 — Ханс Гајгер, немачки физичар. (рођ. 1882)
- 1996 — Павел Судоплатов, руски шпијун.

## Празници и дани сећања
- Српска православна црква слави:
  - Преподобна Теодора Цезарејска
  - Преподобни Сергије и Герман
  - Пафнутије Исповедник
  - Свети Автомон